# Grípisspá

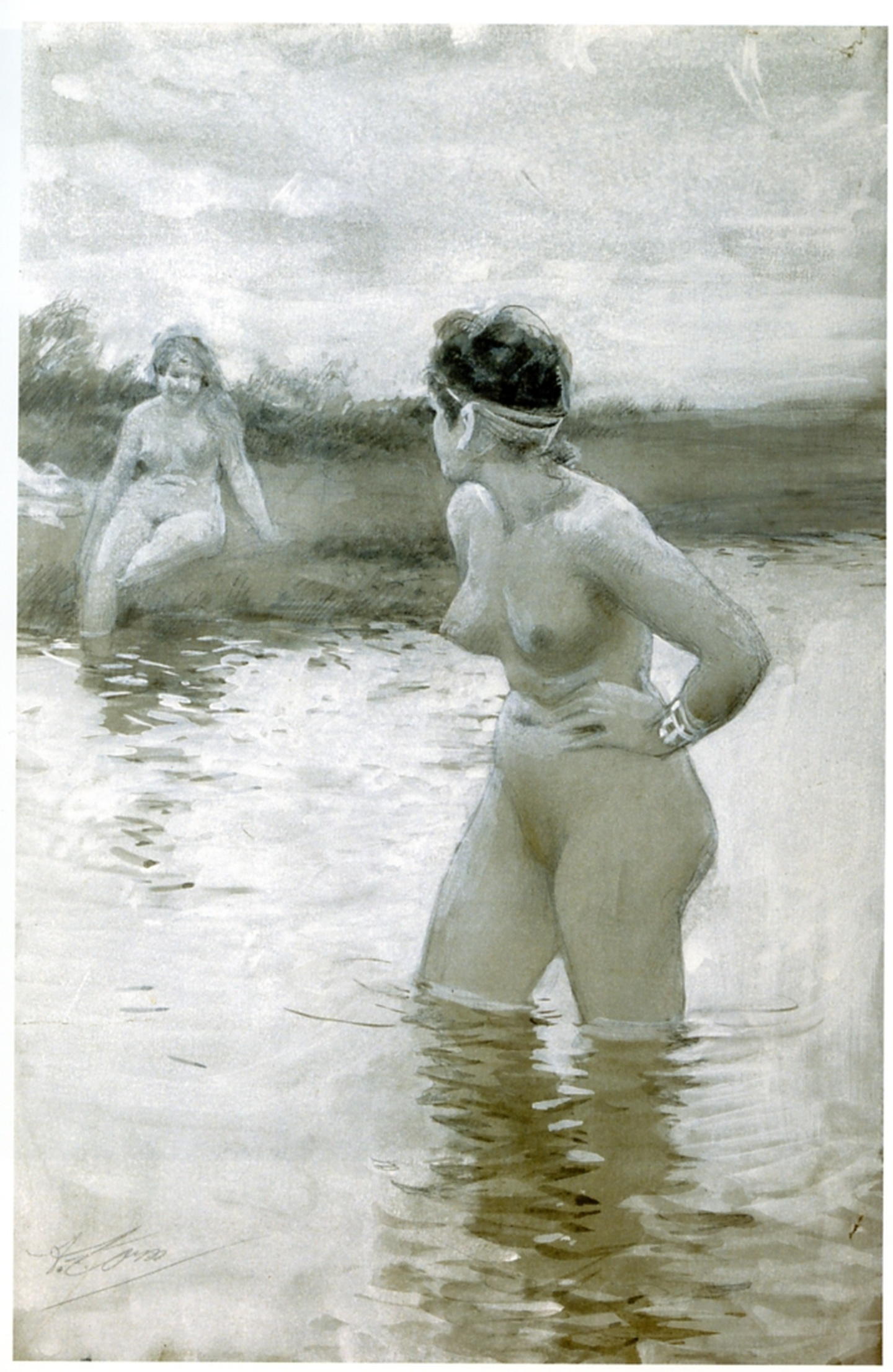
Peinture datant de 1893 pour la version suédoise de Grípisspá.

La Grípisspá ou Prédiction de Grípir est un poème héroïque de l'Edda poétique. De composition sans doute tardive, il est le premier texte du Codex Regius à mettre en scène Sigurd.

## Récit
Sigurd se rend au château de son oncle, le roi Grípir, qui lui dévoile son destin : un avenir fait de gloire et de richesse. Il lui annonce qu'il abattra les fils de Hunding, vengeant ainsi son père Sigmund. Il tuera aussi Regin et Fáfnir et s'emparera du trésor de ce dernier. Il lui raconte ensuite comment il sortira Sigrdrífa de son sommeil, et les savoirs qu'elle lui enseignera.
Il refuse alors d'en dire davantage mais, pressé par Sigurd, il lui révèle encore qu'il tombera amoureux de Brynhild et que tous deux s'engageront par serment.Grâce à la ruse, la reine Grímhild parviendra toutefois à lui faire épouser sa fille Gudrún. Elle obtiendra même de Sigurd qu'il aille demander la main de Brynhild pour le compte de son fils Gunnar, dont il aura pris l'apparence. Il passera alors trois nuits avec Brynhild, sans la toucher. Les noces de Gunnar et de Brynhild seront célébrées, mais Brynhild apprendra la supercherie et voudra se venger de Sigurd. Elle obtiendra de Gunnar et de ses frères qu'ils le tuent. « On ne peut vaincre le sort », conclut Sigurd avant de repartir.

## Note
1. ↑  Traduction de Régis Boyer in L'Edda poétique, Fayard, 2002 [détail de l’édition]

## Source
- L’Edda poétique [détail des éditions]